# Ulrich Sieber (Jurist)

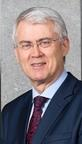
Ulrich Sieber

Ulrich Sieber (* 18. November 1950 in Stuttgart) ist ein deutscher Jurist. Von Oktober 2003 bis zu seiner Emeritierung 2019 war er Direktor und Wissenschaftliches Mitglied am Max-Planck-Institut zur Erforschung von Kriminalität, Sicherheit und Recht (ehemals Max-Planck-Institut für ausländisches und internationales Strafrecht) in Freiburg im Breisgau.
Der breiten Öffentlichkeit bekannt wurde Sieber 1998 als einer der Verteidiger von Felix Somm, Geschäftsführer der Firma CompuServe, der dem verurteilenden Amtsgericht München eine Reihe von Fehlern im technischen Verständnis der Netze und bei der Beurteilung des juristischen Sachverhalts nachweisen konnte und einen Freispruch des Angeklagten in zweiter Instanz erreichte.

## Leben
Ulrich Sieber studierte Rechtswissenschaften an den Universitäten Tübingen, Lausanne und Freiburg und promovierte 1977 in Freiburg über „Computerkriminalität und Strafrecht“. Von 1978 bis 1987 war er als selbständiger Rechtsanwalt vor allem im Computerrecht tätig. Hier wirkte er auf Klägerseite u. a. an der „Inkassoprogramm“-Entscheidung des BGH mit.
1987 habilitierte er sich an der Universität Freiburg mit einer Arbeit über das „Verhältnis von materiellem Strafrecht und Strafprozessrecht“ und wurde auf den Lehrstuhl für Strafrecht und Informationsrecht an der Universität Bayreuth berufen, den er bis 1991 innehatte. Von 1991 bis 2000 wurde er Dekan der Juristischen Fakultät und hatte den Lehrstuhl für Strafrecht, Strafprozessrecht, Informationsrecht und Rechtsinformatik an der Universität Würzburg inne. Nach einem studentischen Ranking war er damals der zweitbeliebteste Professor an dieser Universität. 1994 lehnte er einen Ruf auf den Lehrstuhl für Rechtsinformatik an der Universität Münster ab und entschied sich zu einer Gastprofessur an der Universität Tokio. Von 2000 bis 2003 war er als Lehrstuhlinhaber für Strafrecht, Informationsrecht und Rechtsinformatik an der Ludwig-Maximilians-Universität München tätig, bevor er seine derzeitige Tätigkeit im Max-Planck-Institut antrat. 2005 wurde er von der Neofit Rilski-Universität in Bulgarien mit der Ehrendoktorwürde (Doctor honoris causa) ausgezeichnet.
Neben seiner akademischen Arbeit ist Sieber als selbständiger Berater und Gutachter insbesondere im Bereich des Computerrechts tätig. Im Rahmen dieser Tätigkeit war er persönlicher Sonderberater von zwei EG-Kommissaren für Fragen des Computerrechts sowie der Bekämpfung des EG-Betrugs. Daneben arbeitete er für den Rechtsausschuss und verschiedene Enquêtekommissionen des Deutschen Bundestages, das deutsche Bundesministerium der Justiz, das deutsche Bundesministerium für Bildung, Wissenschaft, Forschung und Technologie, das Bundeskriminalamt, den Rat der Europäischen Union und die parlamentarische Versammlung des Europarats, die Europäische Kommission, die Forschungsminister der G-8 Staaten (Carnegie-Group), die OECD, die Vereinten Nationen, die Internationale Handelskammer in Paris, den Senat der USA, das Kanadische Justizministerium sowie die National Police Agency von Japan.
2015 wurde Sieber mit einem Ehrendoktorat der Universidad Nacional del Altiplano, Peru, ausgezeichnet.

## Forschungsschwerpunkte
Der Schwerpunkt seiner wissenschaftlichen Publikationen liegt in den Bereichen des Multimediarechts und der Computerkriminalität, des Wirtschaftsstrafrechts und der Wirtschaftskriminalität, der Bekämpfung der organisierten Kriminalität, der Rechtsvergleichung, des europäischen Rechts und der Rechtsinformatik.

## Schriften (Auswahl)

### Als Autor
- Computerkriminalität und Strafrecht. 1980, ISBN 3-452-18844-2.
- Informationstechnologie und Strafrechtsreform. Zur Reichweite des künftigen zweiten Gesetzes zur Bekämpfung der Wirtschaftskriminalität. 1985, ISBN 3-452-20264-X.
- Computerkriminalität und Strafrecht, Nachtrag zur 1. A. apart. Neue Entwicklungen in Technik und Recht. 1986, ISBN 3-452-18845-0.
- The International Emergence of Criminal Information Law. 1992, ISBN 3-452-22346-9.
- Europäische Einigung und Europäisches Strafrecht. 1993, ISBN 3-452-22867-3.
- Information Technology Crime. 1997, ISBN 3-452-22659-X.
- Verantwortlichkeit im Internet. 1999, ISBN 3-406-46070-4.
- Internationale Organisierte Kriminalität. Herausforderungen und Lösungen für ein Europa offener Grenzen. 2000, ISBN 3-452-23425-8.
- The Punishment of Serious Crimes. A comparative analysis of sentencing law and practice. 2004, ISBN 3-86113-885-9.

### Als Herausgeber
Ulrich Sieber ist Präsident der deutschen „Vereinigung für Europäisches Strafrecht e. V.“, Mitglied im Legal Advisory Board on the Information Services Market der Europäischen Kommission, im Beirat der Deutschen Gesellschaft für Informationsrecht, im Steering Committee of the EU-China Legal and Judicial Co-operation Programme, im Europäischen Rechtszentrum der Universität Würzburg, in der Forschungsstelle für Lebensmittelrecht an der Universität Bayreuth, im Herausgeberbeirat der Zeitschrift Computer und Recht, im „Correspondents Panel“ der Zeitschrift The Computer Law and Security Report und im Advisory Board der Zeitschrift Money Laundering Control.
Sieber ist Herausgeber der europäischen Schriftenreihen ius informationis und ius criminale sowie Mitherausgeber der Buchreihe ius europaeum und der Zeitschrift Multimedia und Recht. Zwei seiner Bücher wurden ins Japanische übersetzt; sein International Handbook on Computer Crime wurde in einer französischen Übersetzung veröffentlicht.